# نویشتتن
نویشتتن (به آلمانی: Neustetten) یک شهر در آلمان است که در توبینگن واقع شده‌است. نویشتتن ۳٬۴۴۷ نفر جمعیت دارد.